# مانداپتا
مانداپتا (به انگلیسی: Mandapeta) یک منطقهٔ مسکونی در هند است که در Mandapeta mandal واقع شده‌است. مانداپتا ۳۰٫۵ کیلومتر مربع مساحت دارد ۱۲ متر بالاتر از سطح دریا واقع شده‌است.